# Konstiga huset
Konstiga huset (Crooked House) är en detektivroman av den engelska författaren Agatha Christie, utgiven 1949. Handlingen utspelar sig i och omkring London hösten 1947. Christie sa att denna roman och Prövad oskuld var hennes favoriter bland hennes egna verk.

## Om titeln
Bokens titel är hämtad från den engelska barnvisan "There Was a Crooked Man", vilken i boken är översatts till:
| ” | Det var en man som gick på en konstig väg. Han fann en konstig slant på en konstig åkerteg. Han köpte sig en konstig katt som tog en konstig mus. Sen bodde de tillsammans i ett konstigt hus. | „ |

## Introduktion
Tre generationer av familjen Leonides lever tillsammans under den förmögne patriarken Aristide. Hans första hustru Marcia dog. Systern Edith har tagit hand om hushållet sedan dess. Hans andra hustru är den slöa Brenda, flera decennier yngre än han själv, misstänkt för att ha en hemlig kärleksaffär med Laurence, barnbarnens informator. Efter att Aristide blivit förgiftad av sin egen ögonmedicin berättar hans barnbarn Sophia för berättaren och fästmannen Charles Hayward att de inte kan gifta sig förrän mördaren är gripen. Charles far, "The Old Man", är biträdande kommissarie vid Scotland Yard, så Charles undersöker saken från insidan tillsammans med kriminalkommissarie Taverner.

### Handling
Mot slutet av andra världskriget befinner sig Charles Hayward i Kairo och förälskar sig i Sophia Leonides, en smart, framgångsrik engelsk kvinna som arbetar för utrikesdepartementet. De sköt upp förlovningen till krigsslutet då de återförenades i England.
Hayward återvänder hem och läser en dödsannons i The Times: Sophias farfar, den förmögne entreprenören Aristide Leonides, har dött 85 år gammal. På grund av kriget har hela familjen bott med honom i ett överdådigt men illa proportionerat hus som kallas "Three Gables", det konstiga huset i titeln. Obduktionen visar att Leonides förgiftades med sin egen eserinbaserade ögonmedicin via en insulininjektion. Sophia säger till Charles att hon inte kan gifta sig med honom förrän fallet är klart.
De uppenbara misstänkta är Brenda Leonides, Aristides mycket yngre andra fru, och Laurence Brown, en vapenvägrare som har bott i huset som privatlärare till Sophias yngre bror och syster, Eustace och Josephine. Det ryktas att de hade en otillåten kärleksaffär framför näsan på gamle Leonides. Familjemedlemmarna hoppas att dessa två visar sig vara mördarna eftersom de föraktar Brenda som de ser som en lycksökerska och hoppas också på att undkomma den skandal som ett annat resultat skulle medföra. Charles går med på att hjälpa sin far, en biträdande kommissarie vid Scotland Yard, att utreda brottet. Han blir gäst på Three Gables, i hopp om att någon ska avslöja en ledtråd i ett obevakat ögonblick.
Alla familjemedlemmar hade motiv och möjlighet, ingen har alibi; och var och en av dem visste att Aristides ögonmedicin var giftig, vilket han hade sagt till hela familjen efter att ha blivit tillfrågad av Josephine. Enligt testamentet kommer de alla att få ett gediget arv från den gamle mannens kvarlåtenskap. Tjänarna får inget i testamenten men skulle förlora sina (ökande) årslöner eller bonusar, så de är inte misstänkta. Bortsett från detta har familjemedlemmarna inte mycket gemensamt. Edith de Haviland, Aristides ogifta svägerska, är en brysk kvinna i 70-årsåldern som kom för att bo hos honom efter hans första frus död för att övervaka hans barns uppfostran. Roger, äldste sonen och Aristides favorit, är misslyckad som affärsman. Han har styrt cateringverksamheten som skänkts honom av sin far till konkursens rand och han längtar efter att leva ett enkelt liv någonstans långt borta. Rogers hustru Clemency, en vetenskapsman med stram och osentimental smak, har aldrig kunnat njuta av den rikedom som hennes mans familj erbjuder. Rogers yngre bror Philip har lidit under sin fars preferens för Roger och dragit sig tillbaka till en avlägsen värld av böcker och svunna historiska epoker, och tillbringar all sin vakna tid i biblioteket. Philips hustru Magda är en måttligt framgångsrik skådespelerska för vilken allt, till och med ett familjemord, är en scenshow där hon vill spela en huvudroll. Sextonåriga Eustace har polio. Han är stilig och intelligent, men ändå bitter över sitt handikapp. Hans tolvåriga syster Josephine, å andra sidan, är ful, brådmogen intelligent och besatt av detektivhistorier. Hon spionerar oavbrutet på resten av hushållet och låter alla veta att hon skriver ner sina observationer i en hemlig anteckningsbok.
Leonides hade i hemlighet personligen skrivit om (till sin advokat Gaitskills förvåning) sitt testamente att lämna allt till Filips dotter Sofia. Han trodde att endast hon hade karaktärsstyrka nog att inta hans plats som familjens överhuvud. Josephine, som skrutit om att hon känner till mördarens identitet, hittas liggande medvetslös på gården efter ett slag mot huvudet från en dörrstopp i marmor. Charles upptäcker en gömma med komprometterande kärleksbrev från Brenda till Laurence och de två arresteras. Medan de sitter häktade dör barnens barnflicka efter att ha druckit en mugg kakao spetsad med digitalis som tydligen var avsedd för Josephine. Familjen inser att mördaren fortfarande finns bland dem.
Charles, som fruktar för Josephines liv, försöker förgäves förmå henne att avslöja mördarens namn. Edith de Haviland bjuder in Josephine att följa med henne ut i bilen för att köpa en glass. Bilen kör över ett stup och båda omkommer. Tillbaka hittar Charles två brev från de Haviland. Det ena är ett självmordsbrev till kommissarie Taverner i vilket hon tar på sig ansvaret, även om hon inte uttryckligen erkänner morden på Aristide och barnflickan. Det andra brevet, som endast var avsett för Sophia och Charles, avslöjar sanningen: Josephine var mördaren. Som bevis har de Haviland bifogat barnets hemliga anteckningsbok, vars första rad lyder: "Idag dödade jag farfar".
Josephine dödade sin farfar för att han inte ville betala för hennes balettlektioner. Hon njöt sedan av all uppmärksamhet hon fick efteråt och planerade sitt eget angrepp med marmordörrstoppen som ett sätt att avleda uppmärksamheten. Hon förgiftade barnflickan för att hon uppmuntrade Magda att skicka henne till Schweiz, och även för att barnflickan kallade henne en "dum liten flicka". Hon hotade också Magda om hennes mamma på allvar övervägde att skicka iväg henne. Miss de Haviland hade hittat Josephines anteckningsbok gömd i en hundkoja och utförde bilolyckan med mord och självmord eftersom hon inte ville att Josephine skulle lida i ett fängelse eller på ett mentalsjukhus om och när polisen fick reda på att hon var mördaren.

## Karaktärer
- Charles Hayward, fästman till Sophia Leonides, berättare
- Sophia Leonides, dotter till Magda och Philip Leonides, barnbarn till Aristide
- Brenda Leonides, bortskämd mycket yngre änka efter Aristide Leonides, gifte sig vid 24 års ålder och är nu 34 år gammal
- Magda West, en flamboyant skådespelerska
- Edith de Haviland, Sophias äldre gammelmoster, syster till Aristide Leonides första hustru, Marcia de Haviland
- Roger Leonides, son till Aristide Leonides
- Clemency Leonides, hans fru, vetenskapsman
- Philip Leonides, Magdas make och Rogers bror
- Laurence Brown, informator till Josephine och Eustace; kär i Brenda. Ålder ca 30 år
- Josephine Leonides, Magdas 12-åriga dotter
- Eustace Leonides, Magdas 16-årige son; bror till Sophia och Josephine
- Janet Rowe, barnflicka till Leonides-barnen
- Kommissarie Taverner, Scotland Yards inspektör utsedd
- "Den gamle mannen", Sir Arthur Hayward, biträdande kommissarie vid Scotland Yard, far till Charles Hayward
- Aristide Leonides, mannen som mördades; Han föddes i Smyrna, Turkiet, men kom till London 1884 när han var 24 år
- Mr Gaitskill, hans familjs (men inte alltid affärsmässiga) advokat i 43 år

## Litterär betydelse och mottagande
Maurice Richardson gav i The Observer den 29 maj 1949 en positiv recension i jämförelse med sin åsikt om Högt vatten året innan: "Hennes fyrtionionde bok och en av hennes sju bästa. Förgiftning av åldrad orättfärdig anglifierad levantinsk miljonär. Fint karakteriserad familj av misstänkta. Läckra villospår. Oändlig spänning och chockerande överraskande avslutning kompenserar för en liten lucka i texturen."
En icke namngiven recensent i Toronto Star den 12 mars 1949 skrev: "Kommissarie Taverner vid Scotland Yard var lika briljant som vanligt men på fel spår – vilket Agatha Christie visar i ett överraskande slut som introducerar en ny idé i mordgåtan."
Robert Barnard: "'Rent nöje' var hur författaren beskrev skrivandet av denna, som var planerad sedan länge och förblev en av hennes favoriter. Som titeln antyder är detta ett familjemord – och en mycket udda familj faktiskt. Lösningen, en av de klassiska, förutsågs (men mycket mindre effektivt) i Margery Allinghams verk The White Cottage Mystery".
I artikeln "Binge!" i Entertainment Weekly nummer #1343-44 (26 december 2014–3 januari 2015) valde författarna Konstiga huset som en "EW-favorit" på listan över "Nine Great Christie Novels".

## Bearbetningar

### Film
År 2011 meddelade den amerikanske filmskaparen Neil La Bute att han skulle regissera en långfilmsversion av romanen 2012 med manus av Julian Fellowes. Den 15 maj 2011 tillkännagavs att Gemma Arterton, Matthew Goode, Gabriel Byrne och Dame Julie Andrews skulle spela huvudrollerna. I en rapport som publicerades den 10 juni 2012 förvärvade Sony Pictures Worldwide Acquisitions alla rättigheter i USA, Kanada och internationellt för filmen, vilket skulle kunna bidra till att säkra den en lukrativ release, även om skådespelarna och det kreativa teamet hade bytts ut.
Filmen, regisserad av Gilles Paquet-Brenner och med Christina Hendricks, Gillian Anderson, Max Irons, Glenn Close, Julian Sands, Terence Stamp, Stefanie Martini och Christian McKay i huvudrollerna, hade digital premiär den 21 november 2017 och sändes första gången på Channel Five den 17 december 2017. Den 22 december 2017 fick den en blygsam (16 biografer) biopremiär i USA via Vertical Entertainment.
Bearbetningen var i stort sett trogen källmaterialet, men innehöll också flera förändringar. Berättelsen utspelar sig ett decennium senare i slutet av 1950-talet; Charles far, Sir Arthur Hayward, är avliden, efter att ha blivit mördad tidigare, och kommissarie Taverner övertar en del av den roll som Sir Arthur spelar i romanen. Charles och Sophia är inte längre i ett förhållande och har varit åtskilda under en tid, även om filmens slut är öppet om huruvida de kommer att försonas; barnflickan förgiftas av cyanid, inte digitalis; Lady Edith adresserar sitt bekännelsebrev till Charles i stället för till Taverner; Lady Edith lämnar inte det andra brevet till Charles och Sophia där hon beskriver Josephine som mördaren. Istället hittar Charles Josephines anteckningsbok, som Charles och Sophia använder som bekräftelse på att Josephine är mördaren. Filips och Rogers åldrar ändras, så Filip blir den äldste sonen, vilket är en del av hans motiv att döda Aristide eftersom han hade förbigåtts för att driva familjeföretaget åt sin yngre bror, Roger.

### Radio
Romanen dramatiserades för BBC Radio 4 i fyra 30-minutersavsnitt som sändes den 29 februari 2008. I huvudrollerna hördes Rory Kinnear (Charles Hayward), Anna Maxwell Martin (Sophia Leonides) och Phil Davis (Chief Insp. Taverner). Radiopjäsen dramatiserades av Joy Wilkinson och regisserades av Sam Hoyle. Den gavs senare ut på CD. Denna version tog bort karaktären Eustace.